# Leopold Wilhelm von Dobschütz

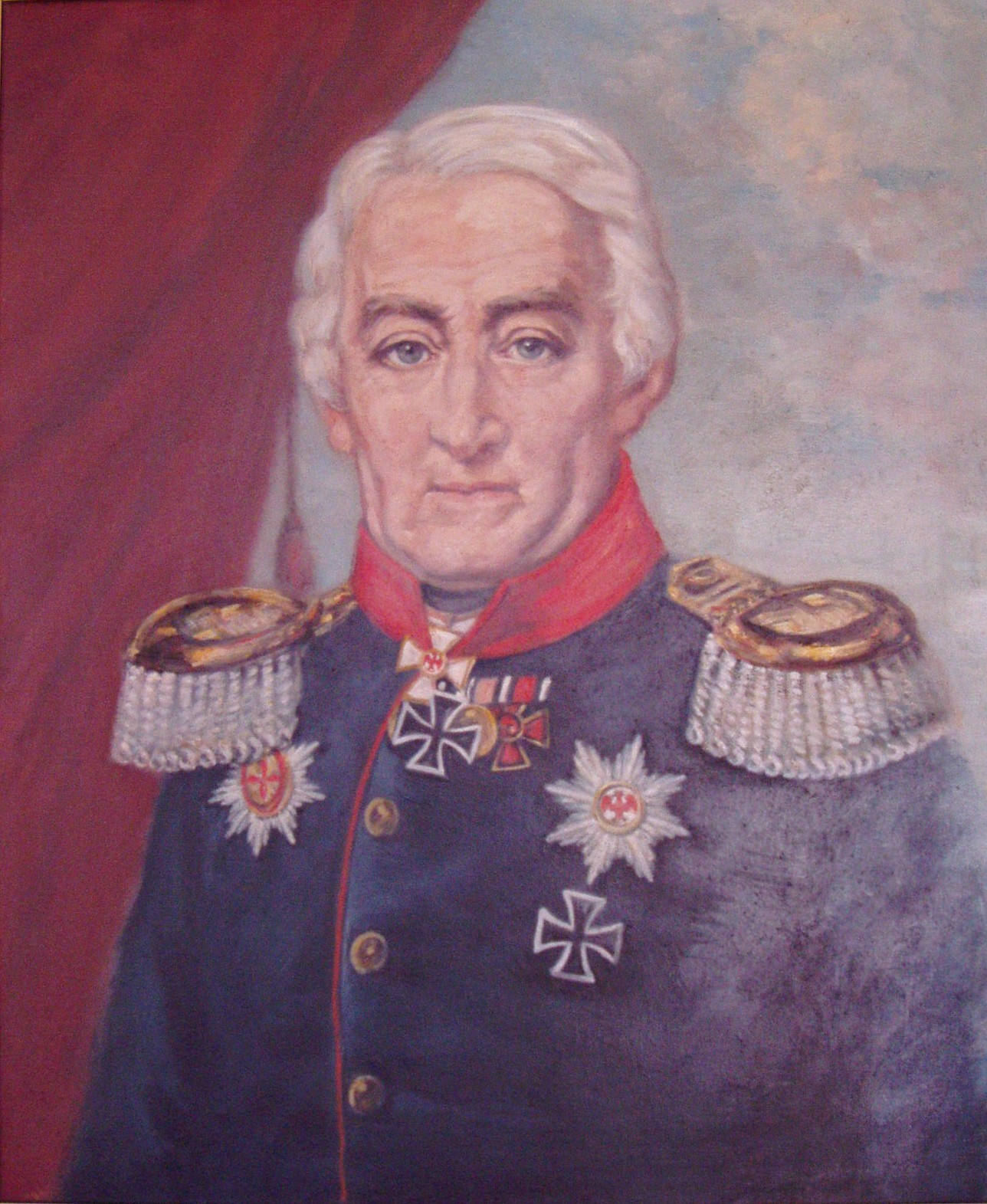
Leopold Wilhelm von Dobschütz

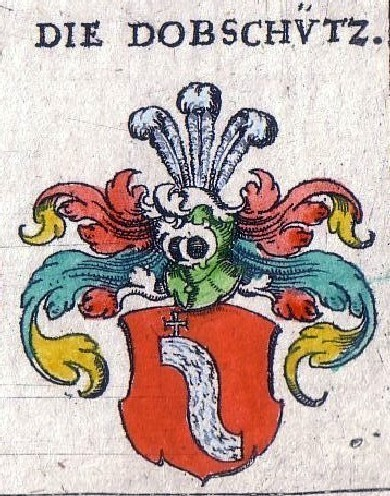
Das Wappen der Familie von Dobschütz
(Weigel’sches Wappenbuch von 1734, handkoloriert)

Leopold Wilhelm von Dobschütz (* 1. Januar 1763 in Brieg, Niederschlesien; † 3. Februar 1836 auf Gut Zölling, Kreis Freystadt, zuvor Kreis Sagan, Niederschlesien) war preußischer General der Kavallerie. In den Befreiungskriegen von der französischen Vorherrschaft unter Napoleon Bonaparte erwarb er sich die Ehrentitel „Held von Dennewitz“ und „Befreier Wittenbergs“. Später wurde er Militärgouverneur der Rheinprovinzen und von Breslau.
Dobschütz war Gutsherr auf Zölling, das seine Frau geerbt hatte, und auf den Gütern Ober- und Nieder-Briesnitz sowie Schönbrunn, alle im Landkreis Sagan gelegen.
Zu seinem Geburtsjahr gibt es verschiedene Angaben: Am glaubhaftesten ist das durch die Grabsteininschrift und die „Rangliste der Königlich Preußischen Armee für das Jahr 1801“ belegte Jahr 1763. Im Trauschein von 1787 ist sein Alter mit 28 Jahren angegeben, wonach er schon 1759 geboren wäre. In anderen Quellen findet man die Jahreszahlen 1761 und 1764.

## Familie
Er entstammte dem alten schlesischen Adelsgeschlecht von Dobschütz. Über die Eltern des Generals ist allerdings nichts Konkretes bekannt. Seine Mutter soll eine geborene von Dobschütz gewesen sein, sein Vater „Zivilstaatsdiener“ zu Brieg. Da einerseits (fast) jedes Detail seiner militärischen Karriere bekannt ist, es andererseits aber selbst in amtlichen Dokumenten keinen einzigen Hinweis auf seine Eltern bzw. seine Herkunft gibt, darf über eine illegitime Abstammung (was damals nicht ungewöhnlich gewesen wäre) zumindest spekuliert werden.
Am 27. November 1787 heiratete der nur 24-jährige Sekondeleutnant auf Gut Zölling die erst 17-jährige Henriette von Braun (* 1770 wohl auf Gut Zölling; † 5. April 1854 in Glogau, Niederschlesien), die älteste Tochter des Hans Carl Christoph von Braun, Erbherr auf den Gütern Zölling und Girbichsdorf, und der Maria Sophia von Lehwald. Die Ehe blieb kinderlos. Allerdings war ein Neffe der Ehefrau, Friedrich Heinrich Konrad Viktor von Lützow (1818–1831), in Pflege genommen worden.

## Militärischer Werdegang

### Ausbildung
Nach dem Besuch des Gymnasiums in Brieg (erwähnt 1776) begann Dobschütz schon als 14-Jähriger seine militärische Laufbahn am 10. Mai 1777 als Junker im Dragoner-Regiment Nr.11 (v. Mitzlaff, später v. Bosse, v. Voss), wurde am 26. Dezember 1778 zum Fähnrich befördert und nahm noch 1778–1779 am Bayerischen Erbfolgekrieg teil mit anschließender Garnison in Sagan. Am 24. August 1785 wurde er zum Sekondeleutnant in seinem Dragoner-Regiment (v. Bosse) befördert.
Im Juli 1786 kam Peter von Biron, Herzog von Kurland und seit 1786 auch Herzog von Sagan, in die Garnisonsstadt. Im Juli-Heft der „Schlesischen Provinzialblätter“ war darüber zu lesen: „Gegen 6 Uhr wurden auf dem Schultheater im Schloß von den Herren Offiziers die Drillinge aufgeführt. Herr Lieutenant von Dobschütz dirigierte das Ganze und spielte die Hauptrolle mit vielem Beyfall. Se. Durchlaucht beehrten ihn mit einer goldenen Medaille, 12 Dukaten schwer.“

### Erster Koalitionskrieg
Am 30. Mai 1791 wurde er Premierleutnant und am 13. Januar 1793 zum Stabskapitän (Hauptmann) befördert. Anschließend nahm er 1793–1795 am Ersten Koalitionskrieg gegen die Franzosen (Schlacht bei Pirmasens und Kaiserslautern, Gefecht bei Trippstadt) teil. Während dieser Zeit wurde er am 20. November 1794 zum Major befördert – noch immer im Dragoner-Regiment Nr.11 (v. Voss).

### Garnison in Grünberg
1795 stand er in Garnison in Grünberg. Dort urteilte sein Kommandeur, der Generalmajor Ludwig Ernst von Voß, 1798 über ihn: „… ein guter StabsOffizier, dem es an militärischen Kenntnissen nicht fehlt, sich bemüht mehrere zu erlangen, vor dem Feind brav, er zu empfehlen ist.“ Wohl auch daraufhin wurde Dobschütz am 14. März 1799 zum Chef der 4. Eskadron ernannt. Während dieser Zeit ließ er in Grünberg zweimal wöchentlich eine stärkende Rumfordsuppe an Soldatenkinder und Arme ausgeben. Hierzu schrieben die Schlesischen Provinzialblätter am 18. Februar 1804: „Der Herr Major von Dobschütz, der durch Beyhülfe milder Beyträge sich schon immer mehrmalen rühmlichst ausgezeichnet hat, ist der erste freywillige Wohlthäter dieser Anstalt geworden. Er lässt ebenfalls diese Suppe auf seine Kosten zubereiten.“ Bereits am 24. Juli 1798 war ihm die Anwartschaft auf ein Kanonikat beim Stift St. Nikolai zu Magdeburg durch König Friedrich Wilhelm III. verliehen worden.

### Dritter und Vierter Koalitionskrieg
Am 5. Juni 1805 erfolgte die Beförderung zum Oberstleutnant, am 15. Juni 1806 bereits zum Oberst. Im selben Jahr nahm er am Schlesischen Feldzug teil, wo er in französische Gefangenschaft geriet. Am 13. März 1807 vom König bereits „zur Auswechslung notiert“ (im Feldzug 1807 wurden häufiger kriegsgefangene preußische und französische Offiziere gegeneinander ausgewechselt), leitete er nach dem Frieden von Tilsit (9. Juli 1807) als Oberst den Austausch der Kriegsgefangenen. Mit Schreiben vom 20. Dezember 1808 bat Dobschütz den König um Wiedereinstellung in den aktiven Dienst in der Armee, doch er erhielt am 24. Februar 1809 dessen endgültige Absage.

### Zivilleben
Daraufhin zog sich Dobschütz widerwillig ins Zivilleben auf sein Gut Zölling zurück und bildete einen Kreis gleichgesinnter Patrioten um sich. Im Januar 1810 bat Dobschütz den König nochmals um Reaktivierung, erhielt aber mit Schreiben vom 28. Februar wieder dessen Absage – allerdings mit der Zusage zur Zahlung des halben Gehalts. Ab 1. November 1812 wurde ihm interimistisch das Amt des Landrats seines heimatlichen Landkreises Sagan übertragen. In diesen Jahren seines Zivilstandes ersuchte er den König mehrmals schriftlich, aber immer wieder vergeblich um Wiederaufnahme in die Armee.

### Sechster Koalitionskrieg und Befreiungskriege

Fahne des Saganer Landwehr-Bataillons unter General von Dobschütz

Mit Beginn der Befreiungskriege bat er noch am Tag der preußischen Kriegserklärung an Frankreich (16. März 1813) um sofortige Wiederaufnahme in den Militärdienst. Diesmal wurde seinem Gesuch am 1. April stattgegeben und Oberst von Dobschütz ab Mai zum Präses des Organisationskomitees zur Errichtung der schlesischen Landwehren ernannt.
Am 6. Mai 1813 wurde Dobschütz Divisions-Chef der 2. Division der schlesischen Landwehr der Kreise Glogau, Sagan, Sprottau, Schwiebus und Grünberg. Nachdem er am 23. Mai den Befehl erhalten hatte, mit dieser Einheit – in welchem organisatorischen Zustand auch immer sie sei – Crossen zu besetzen, begann er am 24. Mai mit dem Marsch. Am 27. Mai behauptete er den Oder-Übergang bei Crossen – einen für die Schlesische Armee und die Deckung Berlins wichtigen Posten – gegen die Übermacht der Franzosen unter Marschall Claude-Victor Perrin gen. Victor. Dobschütz täuschte eine militärische Stärke vor, die es nicht gab: Von 4 ½ Bataillonen und 5 Eskadronen war die Infanterie nur mangelhaft, die Kavallerie und Geschütze ohne jede Munition.
Am 4. August 1813 übernahm Dobschütz mit Beförderung zum Generalmajor als Befehlshaber das zum IV. Armeekorps („von Tauentzien“) gehörende Reservekorps. In dieser Funktion hatte Dobschütz an den Siegen der Koalition in mehreren Schlachten u. a. in Brandenburg bei Großbeeren, Zahna (4. September 1813), Jüterbog und Dennewitz (6. September 1813) sowie Großenhain (Sachsen) und Dessau (Sachsen-Anhalt) größten Anteil, weshalb er später auch „Held von Dennewitz“ genannt wurde. So besiegte er z. B. am 19. September 1813 bei Mühlberg an der Elbe (Brandenburg) die französische Übermacht: Mit einer Eskadron schwarzer Husaren, zwei Eskadronen Pommerscher Landwehr und mit zwei „Pulks“ (= Regimenter) Kosaken, letztere unter Oberst Ilowaisky, nahm er drei französische Regimenter Chasseurs à Cheval mit ihrem Befehlshaber Oberst Graf Edmond de Talleyrand-Périgord gefangen. Nach nur kurzer Abkommandierung nach Berlin begann er bereits am 22. Oktober 1813 mit der Belagerung von Wittenberg, das von den Franzosen unter General Jean François Cornu de Lapoype gehalten wurde. Aber erst in der Nacht vom 12. zum 13. Januar 1814 gelang um 2 Uhr die Einnahme dieser wichtigen Festung, weshalb Dobschütz zuvor schon am 20. November 1813 aus Langeweile den König um Ablösung gebeten hatte.
Nach der Eroberung Wittenbergs war er Befehlshaber des Blockade-Korps der Zitadelle von Erfurt und nach deren Übernahme am 16. Mai 1814 Kommandant von Erfurt.
Am 19. Oktober 1814 wurde Dobschütz zum Militär-Kommandanten im Königreich Sachsen während der preußischen Okkupation mit Sitz in Dresden ernannt. Hier ließ er per Dekret das Tabakrauchen in der Stadt verbieten.

### Jahre als Militärgouverneur

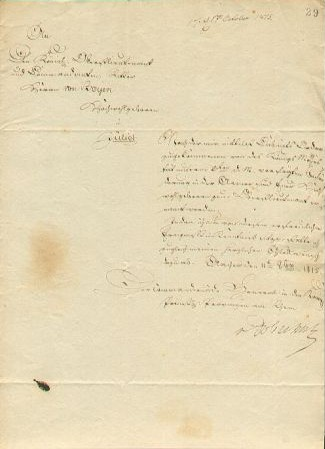
Brief des Gouverneurs von Dobschütz an Oberstleutnant von Boyen, neuer Kommandant der Festung Jülich
(Brief vom 11. Oktober 1815)

Nach dem Pariser Frieden wurde er am 3. April 1815 zum Brigade-Chef der Reserve-Kavallerie beim 3. Armee-Korps (von Thielmann) ernannt und am 8. April 1815 Militärgouverneur der jetzt zu Preußen gehörenden Rheinprovinzen in Aachen, am 22. Juni Kommandierender General am Rhein und am 3. Oktober Chef der 1. Brigade in Koblenz. Ab 25. Oktober 1816 war Dobschütz Brigade-Chef in Glogau. Erst am 20. November zog Dobschütz nach Glogau um – mit einem Geldgeschenk des Königs von 300 Talern. Am 30. März 1817 erfolgte seine Beförderung zum Generalleutnant (Patent vom 6. April 1817) und zum Kommandeur der 12. Division. In diesem Jahr erwarb er in seinem Heimatlandkreis Sagan die Güter Ober- und Nieder-Briesnitz sowie Schönbrunn. Bereits 1819 befand sich Dobschütz in relativ schlechtem Gesundheitszustand und erkrankte schließlich 1821 schwer. Im Sommer 1822 hatte er eine Dienstwohnung im Glogauer Schloss (Protokoll der Sitzung des preußischen Staatsministeriums vom 12. Juni 1822). Im Sommer 1825 wurde er Stellvertreter von Friedrich Erhardt von Röder, des Kommandierenden Generals des V. Armee-Korps in Posen. Am 18. Juni 1825 wurde General von Dobschütz schließlich Gouverneur der schlesischen Haupt- und Residenzstadt Breslau. Sein Gesundheitszustand verschlechterte sich wieder und besserte sich auch 1826 nicht. Kavallerie-General Hans Ernst Karl Graf von Zieten (1770–1848) notierte deshalb am 27. November 1826 in Breslau: „Obzwar derselbe sehr kränklich ist, so hat er dennoch in den Gouvernements-Geschäften sehr zweckmäßige Anordnungen getroffen.“
Am 10. Mai 1827 feierte Dobschütz sein 50-jähriges Dienstjubiläum. Hierzu gratulierte König Friedrich Wilhelm III. schon mit Schreiben vom 30. April 1827: „Indem ich Ihnen Meine besondere Teilnahme an diesem glücklichen und seltenen Ereignisse hiermit zu erkennen gebe, nehme ich zugleich diese Veranlassung wahr, Ihnen als ein Anerkenntnis Meiner Zufriedenheit mit Ihren Diensten und als ein Andenken jenes Tages beikommende 3 Porzellan Vasen zu verehren. Es soll mich freuen, wenn Sie noch lange im Stande sind, dem Staate treu zu dienen und sich dadurch einen neuen Anspruch auf mein Wohlwollen erwerben.“ (Lit.: Priesdorff)

### Ruhestand

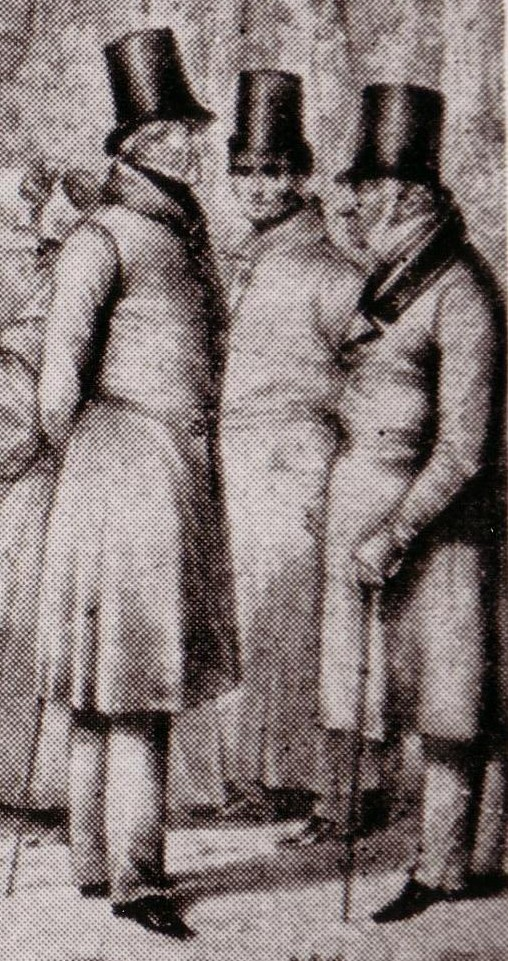
General von Dobschütz (links) 1832 in Bad Teplitz im Gespräch mit Generalleutnant von Witzleben (Mitte) und Marquis Nicolas-Joseph Maison (rechts)
(Ausschnitt einer Lithografie von Theodor Hosemann)

Nur drei Tage nach dieser Feier reichte Dobschütz am 13. Mai 1827 wegen seines schlechten Gesundheitszustandes seinen Abschied ein, ging schließlich am 29. Mai 1827 im Rang eines Generals der Kavallerie in den Ruhestand und zog sich auf sein Gut Zölling zurück. Trotz seiner Teilnahme an zahlreichen Schlachten und Gefechten und mutiger Attacken in vorderster Linie hatte Dobschütz keinerlei Verwundung erlitten. Als Pensionär hielt er sich mehrmals zur Kur in Karlsbad auf und nahm an etlichen Festen des Hofes in Berlin teil. Am 4. Januar 1830 bat der alte Soldat erneut um Wiedereinstellung, ebenso im Herbst des Jahres, doch der König lehnte mit Schreiben vom 8. Januar und 11. Dezember beide Male ab. Im gleichen Jahr verkaufte Dobschütz seine beiden Güter Ober- und Nieder-Briesnitz sowie Schönbrunn für 60.000 Reichstaler zurück an den Staat.
Ein letztes Mal begegnete General von Dobschütz seinem König im Jahr 1832 anlässlich eines politischen Treffens in Bad Teplitz. Seinen Freunden hatte er gesagt, er wolle gern noch einmal den König sehen. Der zeitgenössische Karikaturist und Illustrator Theodor Hosemann hat dieses Treffen in einer Lithografie – nach einer Zeichnung von W. von Hüllesheim – verewigt. Diese zeigt Dobschütz im Gespräch u. a. mit dem Generaladjutanten des Königs, Generalleutnant Job von Witzleben (Mitte), und Frankreichs Gesandten in Wien, Marschall Nicolas-Joseph Marquis Maison. Französisch war übrigens die einzige Fremdsprache, die Dobschütz beherrschte.

## Belagerung und Erstürmung Wittenbergs
In dem „Tagebuch von der Belagerungs-Artillerie seit dem 28sten Dezember 1813 Abends bis zum 13ten Januar 1814 Morgens“ von „von Plauzen, Obrist und kommandirender Ingenieur-Offizier des 4ten Armee-Corps, beauftragt mit der Leitung der Belagerung von Wittenberg“, geschrieben in „Wittenberg, den 14ten November 1814“ (Lit.: Plotho, Teil 3, Seite 124f.) ist zu lesen: „Nacht vom 28sten zum 29sten Dezember. Nachdem Se. Excellenz der kommandirende Hr. General Graf v. Tauentzien und der die Blockade und Belagerung der Festung Wittenberg in specie kommandirende Hr. General-Major v. Dobschütz, dem ihnen von dem Obristen v. Plauzen, als kommandirenden Ingenieur-Offizier, in Uebereinkunft mit dem Hauptmann v. Bardeleben, als kommandirenden Artillerie-Offizier, vorgelegten Angriffsplan ihre Sanktion gegeben hatten, wurde die erste Parallele in der Nacht vom 28sten zum 29sten Dezember 1813 gegen die untere oder Schloß-Fronte der Festung eröffnet. Durch die sehr enge Blockade, in der der Hr. General v. Dobschütz die Festung gefesselt hielt, und dadurch, daß derselbe die Garnison fast alle Nächte alarmirte, und also an die Nähe unserer Truppen gewöhnt hatte, ward es den Belagerern möglich, diese erste Parallele auf einer Nähe von 210 Schritt vom Krankenhause, 345 Schritt vom Saillant des bedeckten Weges des Bastion B (Bastion rechts) und 420 Schritt von derselben Saillant des Bastion A (Bastion links) zu eröffnen. …“ Und weiter heißt es: „Disposition zum Sturm der Festung Wittenberg. … Diese Unternehmung ging unter den Augen Sr. Königl. Hoheit des Prinzen August v. Preußen vor, Höchstdieselben hatten nehmlich erfahren, daß in dieser Nacht der Sturm vor sich gehen sollte, und machten demnächst einen Umweg von 20 Stunden, um demselben beizuwohnen. Sr. Excellenz der G.Lt. Gr. v. Tauentzien begleiteten den Prinzen in die Trancheen, so wie auch der General v. Dobschütz, welcher Letztere die Truppen führte, die den Sturm unternehmen sollten, auch überhaupt allen Operationen gefolgt, und das ganze Belagerungscorps im Laufe der Belagerung kommandirt hatte. Dieser General hat nächstdem mit vieler Aufmerksamkeit dahin gesehen, daß alles, was die Belagerung glücklich konnte von statten gehen lassen, herbei geschafft und zur Stelle sey. Auch ist derselbe einer mit von den ersten in der Stadt gewesen, und ihm ist es gelungen, mitten im Getümmel des Sturmes die Ordnung wieder herzustellen. …“
Eine unbekannte Quelle zitiert Dobschütz’ Worte an seine Soldaten zur Erstürmung: „Es wird eine heiße Nacht werden, Kameraden. Aber ich weiß es, der Sturm wird nicht mißlingen, denn Ihr seid Preußen. .... Alles feindliche (französische) Eigentum ist Euer. Aber macht’s nicht wie die Franzosen und zieht sie (nicht) bei der Kälte ganz aus. Wer aber den Bürger beraubt oder Weiber und Kinder mißhandelt, ist ein Räuber und kein Soldat, und ich werde ihn als solchen behandeln. Gibt’s einen solchen Nichtwürdigen unter Euch, so stoßt ihn nieder, denn er macht Euch Schande.“
Carl Gottlieb Merker, Pfarrer in Kurzlipsdorf, schrieb in „Das Kriegsjahr 1813“ (Lit.: Merker): „… Als Dobschütz in der Folge Wittenberg wirklich nahm, wurde nicht ihm, sondern dem Oberbefehlshaber Tauentzien die Ehre zuteil, Tauentzien von Wittenberg genannt zu werden, welcher letzterer doch während der Belagerung Wittenbergs sich in Kemberg befand. Dobschütz aber wurde in der Folge Gouverneur von Dresden. …“

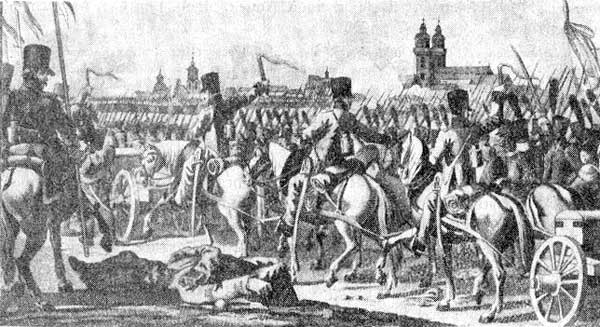
Aufmarsch der preußischen Truppen vor Wittenberg (Zeitgenössischer Stich)
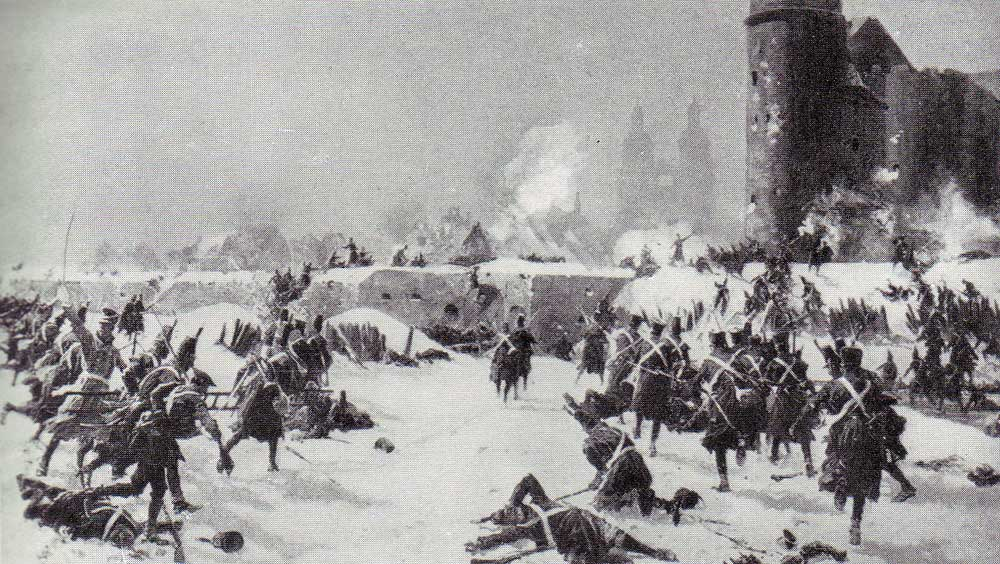
Die Erstürmung Wittenbergs (nach einem Gemälde)
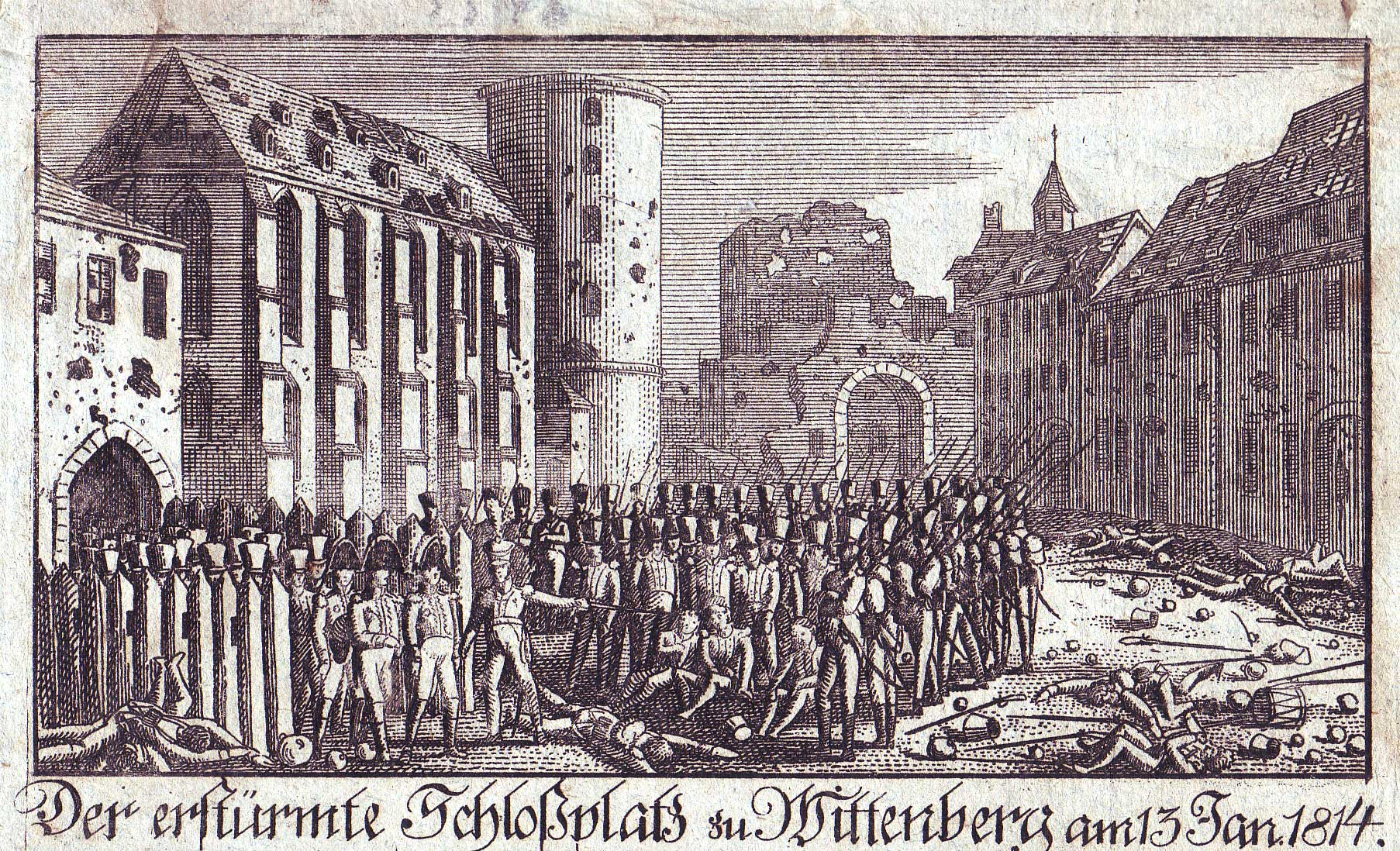
Der Wittenberger Schlossplatz nach der Erstürmung (Zeitgenössischer Holzschnitt)
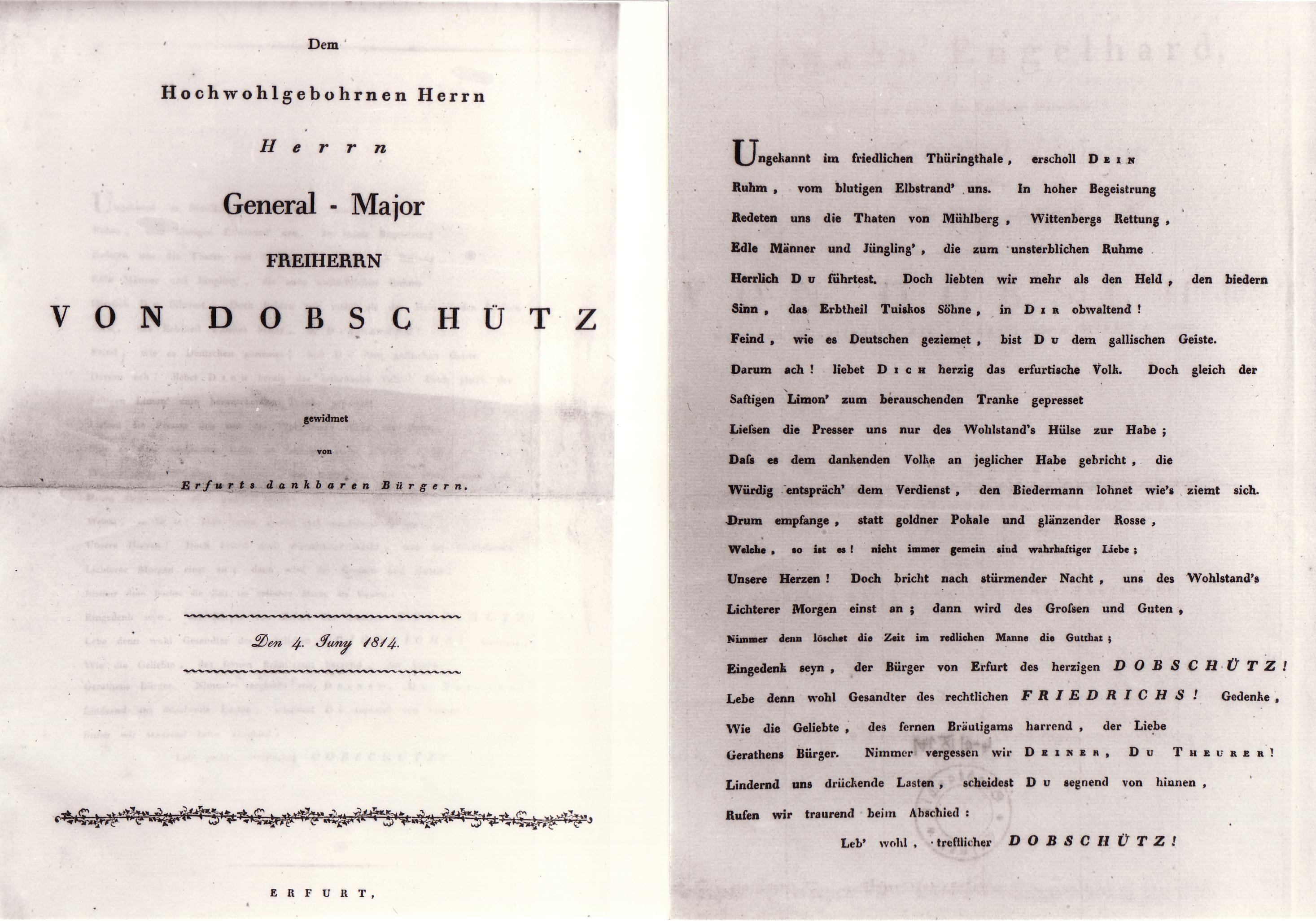
Loblied der Erfurter Bürger auf General von Dobschütz vom 4. Juni 1814

## Charakterbild

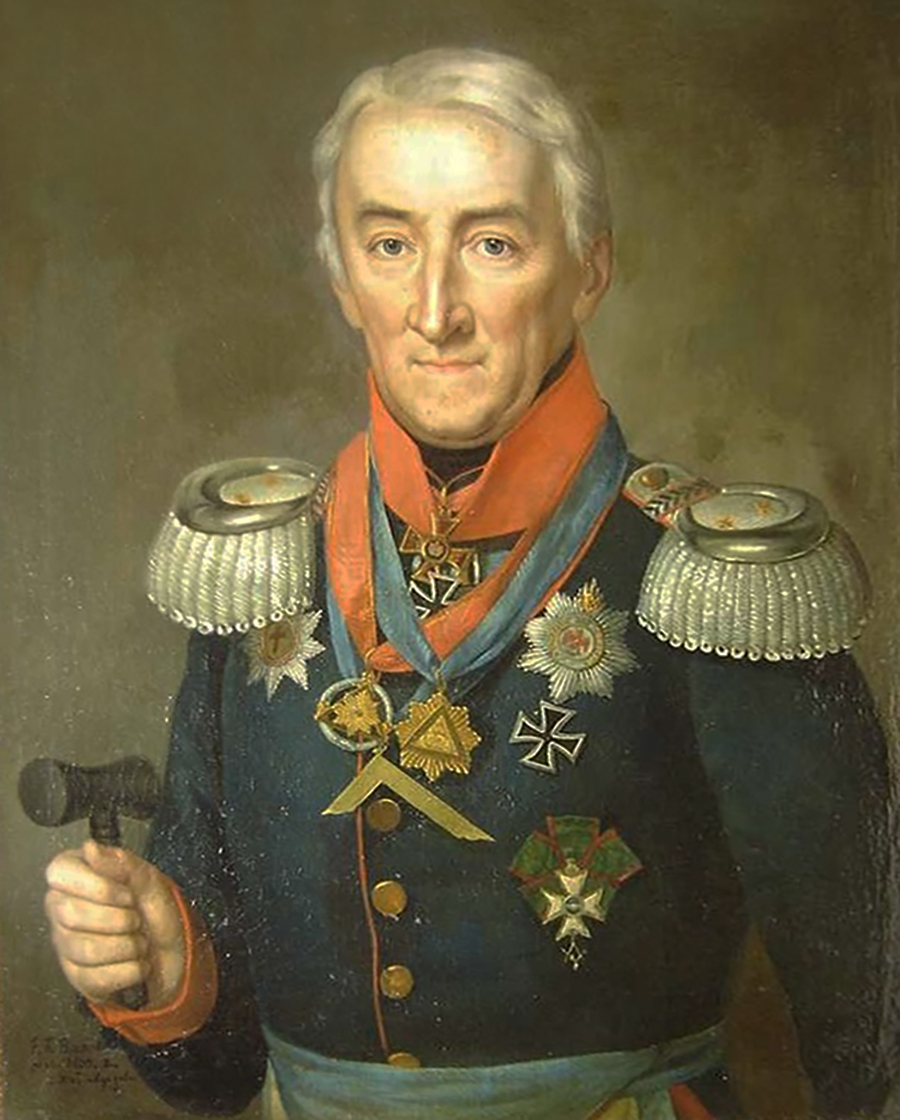
Leopold Wilhelm von Dobschütz
(mit den Abzeichen der Freimaurer)
(von Georg Friedrich Raschke, 1837)

Nach überlieferten Berichten über seine Kampfeinsätze verdankte Dobschütz seine wichtigsten Erfolge nicht etwa einer militärischen Übermacht, sondern, da er sogar oft dem Feind zahlenmäßig unterlegen war, eher „dem Gebrauch seines Verstandes“, militärischer Beweglichkeit und Taktik.
Sein Feldprediger Dr. Köhler schrieb über Dobschütz in seinen „Tagebuchblättern“ (Lit.: Köhler): „In jedem Briefe wiederhole ich, dass wir ihn alle lieb haben. Sein Gemüt ohne allen Stolz, voll Demut und Liebe, seine Anspruchslosigkeit machen ihn bei allen beliebt. .... Der General ist doch ein ganz herrlicher Mensch voll Güte und Liebe. Er kennt keine Gefahr. Es ist, als glaubte er, es sei unmöglich, daß ihn eine Kugel treffen könnte; allein so wie ein anderer sich einer Gefahr aussetzt, so ist er ängstlich und besorgt.“ Mit „ängstlich“ ist hier „vorsichtig“ und die Fürsorge um seine Soldaten gemeint.
Und im Neuen Nekrolog der Deutschen (Lit.: Nekrolog) heißt es: „… und man kann ihn nicht besser bezeichnen, als wenn man ihn den alten preußischen Kavallerieoffizier im edelsten Sinne des Wortes nennt. Makellos wie die immer hellglänzende Uniform, vom Fähnrich an bis in die spätesten Jahre des Generals, so war auch das Herz; fest und gerade, wie die ganze Haltung des Mannes, so waren auch seine Gesinnungen. Der König, die Ehre und das Vaterland, das blieben die drei mächtigen Hebel seiner ganzen Denk- und Handlungsweise. Ein merkwürdiger Unterschied bestand zwischen seinem mündlichen Ausdrucke und seiner Schreibart. Er drückte sich schriftlich mit Leichtigkeit und vortrefflich aus, was bei seinem mündlichen Vortrage nicht der Fall war. Immer und bis zu einer gewissen Unruhe thätig, konnte er an Andern und namentlich an seinen Untergebenen nichts weniger als Trägheit leiden. Dem gemeinen Soldaten, wie dem Offizier war er ein väterlicher Vorgesetzter; was ihm Glückliches widerfuhr, mußten diese mitempfinden.“

## Mitgliedschaften
- Bruder der Freimaurer-St. Johannisloge Zur Eintracht im Orient von Berlin (erwähnt 1817). Georg Friedrich Raschke (1772–1849) malte 1837, also ein Jahr nach dem Tod des Generals, auf Bestellung der Loge ein Porträt in Öl auf Leinwand, das ihn als Meister vom Stuhl zeigt, erkennbar an Winkelmaß und Hammer; außerdem trägt Dobschütz zwei Bijoux. (siehe Abbildung).[5]
- Bruder der Freimaurer-St. Johannisloge Zur biederen Vereinigung im Orient von Groß-Glogau (erwähnt 1817)
- Bruder im 4. Grad der Freimaurer-Schottenloge Zur Vervollkommnung im Orient von Glogau (erwähnt 1817)
- Mitglied der Militärischen Gesellschaft zu Berlin (1802–1805)

## Ehrungen

Eintragung ins Dekanatsbuch der Philosophischen Fakultät Wittenberg vom 30. April 1814
(Rep.1 Tit.XXXXV Nr.1 Bd.4, Archiv der Martin-Luther-Universität Halle-Wittenberg)

- Ehrendoktor der philosophischen Fakultät (Eintrag ins Dekanatsbuch der Philosophischen Fakultät am 30. April 1814) und Magister der freien Künste der Universität Wittenberg
- Ehrendoktor mindestens der philosophischen, vielleicht auch aller vier Fakultäten der Universität Erfurt (Eintrag am 22. Mai 1814 in die „Matricula Baccalariorum et Magistrorum“) (Blatt 156 b, Stadtarchiv Erfurt)
- Eine Bastion der alten Wittenberger Festungsanlage hieß ab 1864 (50. Jahrestag der Erstürmung) „Dobschütz-Bastion“, bis die Festung geschleift wurde.
- In Wittenberg gibt es seit 1934 (120. Jahrestag) die Dobschützstraße (früher Teil der Große Rothemarkstraße). Kritisch äußerte sich zu DDR-Zeiten Eppeton (Pseudonym) in einer Zeitungsglosse hierzu (Datum unbekannt):
„Herr von Dobschütz. Es ändern sich die Zeiten, es ändern sich die Straßennamen! Daß die Straßenumbenennungen den Verantwortlichen in Wittenberg oft schweres Kopfzerbrechen bereitet haben, kann man sich vorstellen. In Wittenberg ist aber immer noch eine Dobschützstraße. Wer war Dobschütz? Hatte er sich um das Wohlergehen der Stadt so verdient gemacht, daß zur Erinnerung eine Straße nach ihm benannt bleiben muß? Wenn man in der Geschichte der Stadt nachschlägt, stößt man allerdings auf das Gegenteil. Dobschütz war ein preußischer Generalmajor, der nach der Völkerschlacht bei Leipzig Wittenberg erneut einschloß und belagerte. Die heftige Beschießung forderte von der Einwohnerschaft zahlreiche Todesopfer. In der Nacht vom 12. zum 13. Januar 1814 erstürmten die Preußen nach vorhergegangener Kanonade die Festung. Diese letzte Beschießung hatte insgesamt 285 Wohnhäuser zerstört. Dafür, daß Generalmajor von Dobschütz diese Beschießung anordnete, wurde weiter nichts als Not und Elend über die Bevölkerung gebracht. Von einem Verdienst um die Lutherstadt kann demzufolge keine Rede sein. Namen sind Schall und Rauch, sagt man. Aber mit Namen sind auch Erinnerungen verbunden. Und die Erinnerung an Generalmajor von Dobschütz dürfte Wittenberg nicht zur Ehre gereichen. Deshalb noch einmal nachgedacht. An Stelle des Herrn Generalmajor v. Dobschütz wird man sicher eine andere Persönlichkeit ausfindig machen, die es verdient hat, in Wittenberg als Straßenname erhalten zu bleiben. Eppeton.“ -
 Die Dobschützstraße, bei deren Namensgebung am 13. Januar 1934 auch der Theologie-Professor Ernst von Dobschütz als Repräsentant der Familie ein Grußwort sprach, gibt es noch heute.

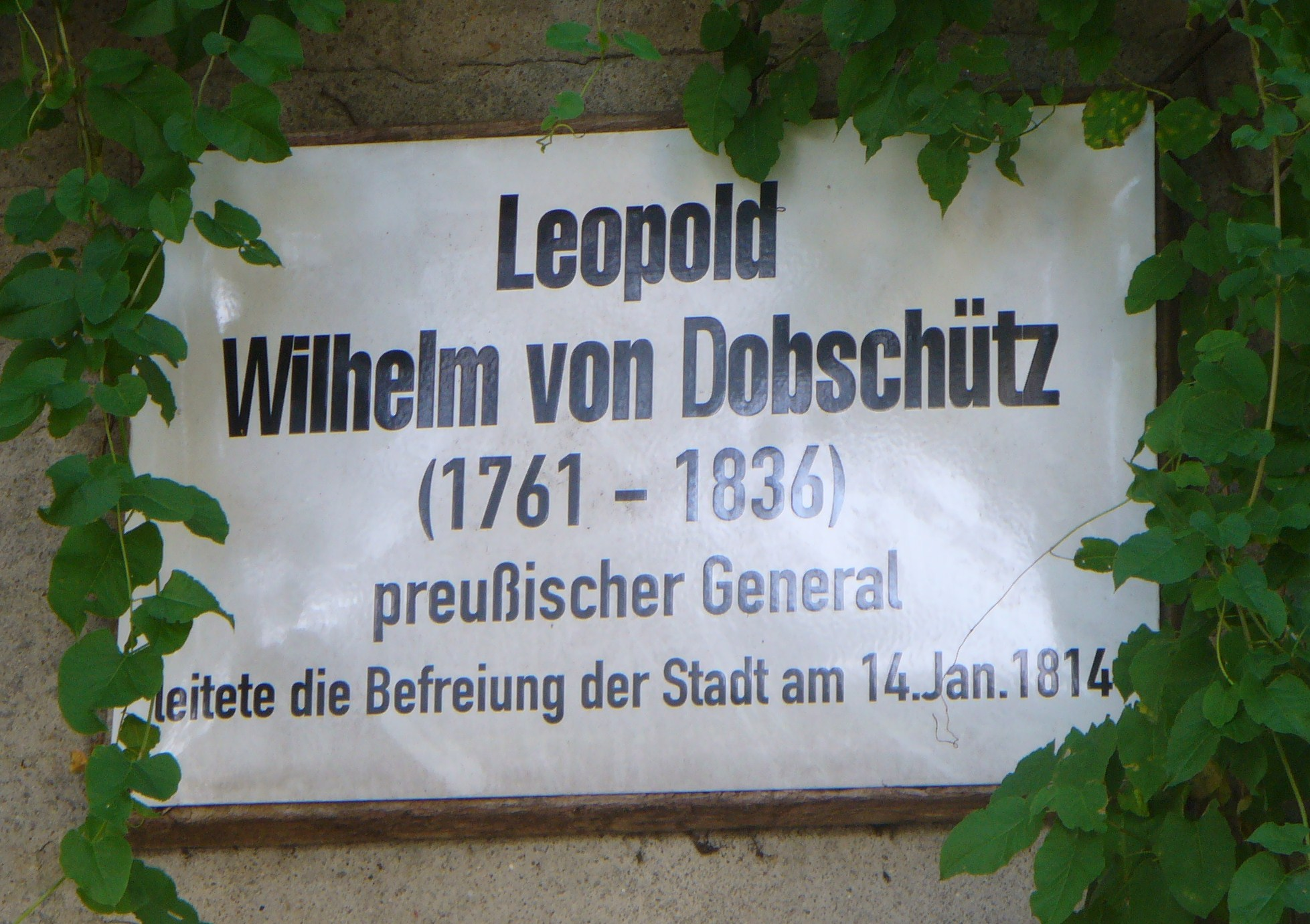
Gedenktafel für Wittenbergs Befreier aus Franzosennot
(an der Südwand des Kasinobergs gegenüber dem Schlosskirchturm)

- Die erste, bronzene Gedenktafel, im Rahmen der Straßentaufe ebenfalls enthüllt, wurde im Zweiten Weltkrieg eingeschmolzen. Diese hatte den Text:

Zur Erinnerung
an den Befreier unserer Stadt
aus Franzosennot
Generalmajor
Leopold Wilhelm v. Dobschütz
und die bei der Belagerung und
Erstürmung der Festung gefallenen
Preussischen Soldaten
Die dankbare Lutherstadt Wittenberg
13. Januar 1814 <Stadtwappen> 13. Januar 1934
- Eine am Kasinoberg angebrachte Emaille-Tafel aus DDR-Zeiten – mit [wohl] falschem Geburtsjahr 1761 und falschem Datum 14. Januar 1814 – wurde nach der Wiedervereinigung gegen eine neue ausgetauscht, allerdings mit denselben falschen Daten (Foto).

## Orden und Ehrenzeichen
- Eisernes Kreuz 2. Klasse (1813 für Blankenfelde)
- Russischer St. Wladimir-Orden 3. Klasse (1813 für Blankenfelde)
- Kommandeurkreuz des schwedischen Schwert-Ordens (1813 für Zahna)
- Eisernes Kreuz 1. Klasse (1813 für Dennewitz)
- Russischer Orden der Heiligen Anna 1. Klasse (1813 für Großenhain)[6]
- Roter Adlerorden 3. Klasse (1814 für Wittenberg)
- Roter Adlerorden 2. Klasse mit Eichenlaub (1815 für Kommando in den Rhein-Provinzen)
- Roter Adlerorden 1. Klasse mit Eichenlaub (durch Kabinett-Order vom 16. Januar 1824)
- Dienstkreuz (1825)

Abschrift der Heiratsurkunde von 1787
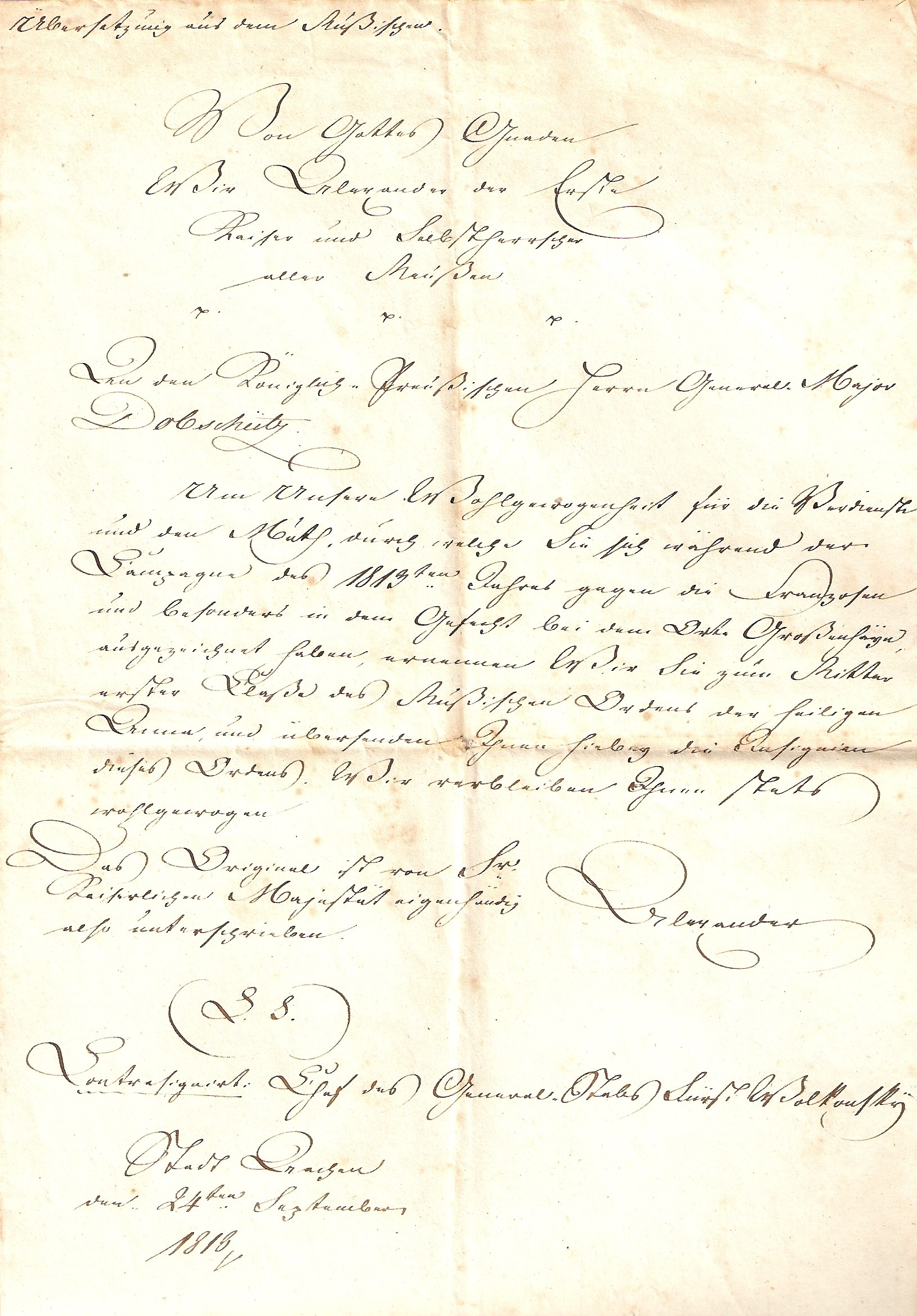
Urkunde vom 24. Sept. 1813 zur Verleihung des russ. Anna-Ordens durch Zar Alexander I.(Übersetzung)
Bekanntmachung der Übernahme des Gouverneurs-Postens am 4. Juli 1815
Verfügung (Seite 1) zur Straßenumbenennung in Wittenberg vom 13. Januar 1934